# (7311) Hildehan
(7311) Hildehan est un astéroïde de la ceinture principale.

## Description
(7311) Hildehan est un astéroïde de la ceinture principale. Il fut découvert le 14 octobre 1995 à Sudbury par Dennis di Cicco. Il présente une orbite caractérisée par un demi-grand axe de 2,83 UA, une excentricité de 0,05 et une inclinaison de 2,2° par rapport à l'écliptique.

## Compléments